# Spinitipula
Spinitipula is een ondergeslacht van het geslacht van insecten Tipula binnen de familie langpootmuggen (Tipulidae).

## Soorten
Deze lijst van 3 stuks is mogelijk niet compleet.
- T. (Spinitipula) citricornis (Alexander, 1955)
- T. (Spinitipula) lactineipes (Alexander, 1961)
- T. (Spinitipula) spinimarginata (Alexander, 1951)